# Pansarskott
| Pansarskott |
| --- |
| Eldgivning av pansarskott Eldrör och granat till pansarskott Typer av närpansarvapen - Granatgevär - Närpansarvärnsrobot - Pansarskott - Pansarvärnsgevär - Raketgevär |

Pansarskott (militärförkortning: pskott) på sverigesvenska eller engångssinko på finlandssvenska (av finska: kertasinko) är ett bärbart handavfyrat närpansarvapen tillverkat för engångsbruk (engångsvapen; jämför handgranat) vilket avses för bekämpning av pansarfordon och andra skyddade mål på kort avstånd. Det består av ett lätt rekylfritt eldrör apterat med förladdad granatprojektil och drivladdning som ska dumpas efter förbrukning.
Eldröret är tillverkat av lättare material och klarar i regel bara av ett skott. Kalibern är ofta grov (60–150 cm), varför de arbetar efter bakblåsprincipen. Avtryckaren är vanligen enkel (tumavfyring, greppavfyring) och brukar sitta utan handtag ovanpå vapnet (pekfingeravfyring och annat förekommer stundom). Riktning och avfyring sker över axeln per moderna konstruktioner.
Liknande vapen förekommer med annan verkan, såsom många eldkastare, vilka skjuter oljebrandammunition eller termobariska verkansdelar. 

## Beskrivning
Pansarskott är bärbara närpansarvapen (pansarvärnsvapen för korta skjutavstånd) som bärs av en enskild soldat i strid. De består av en avfyrningsplattform, oftast någon form av eldrör, vilken är apterad med en förladdad granatprojektil med förbestämd vapenverkan för bekämpning av skyddade mål som stridsvagnar, pansarfordon, opansrade fordon, byggnader och trupp bakom skydd, beroende på förbestämd vapenverkan (exempelvis riktad sprängverkan).
Pansarskott skiljer sig från andra rekylfria närpansarvapen som granatgevär och raketgevär genom att vara engångsvapen som inte går att ladda om i strid. Pansarskott kommer förladdad med en granat och ska i regel dumpas efter användning, ungefär som sprinten till en handgranat eller hylsorna till patroner. Detta gör pansarskott mycket lättanvända eftersom de kan ges till vanliga skyttesoldater som inte har befattning som grg-skytt, och kan använda dem vid behov och sedan dumpa "röret" efter användning.
Pansarskott är även så kallade rekylfria vapen, vilket betyder att de har mycket låg rekyl för sin kaliber och kan avfyras effektivt även i stående position. Dess avsaknad av rekyl uppnås genom den så kallade bakblåsprincipen, där man låter en del av drivladdningsenergin släppas ut baktill på vapnet, vilket då kontrar den rekyl som skapas när projektilen drivs framåt. Bakblåsprincipen är dock inte helt problemfri då "bakblåset", det vill säga drivladdningsenergin som släpps ut bakom användaren kräver tomt utrymme bakom sig vid användning.

### Närpansarvärnsrobot

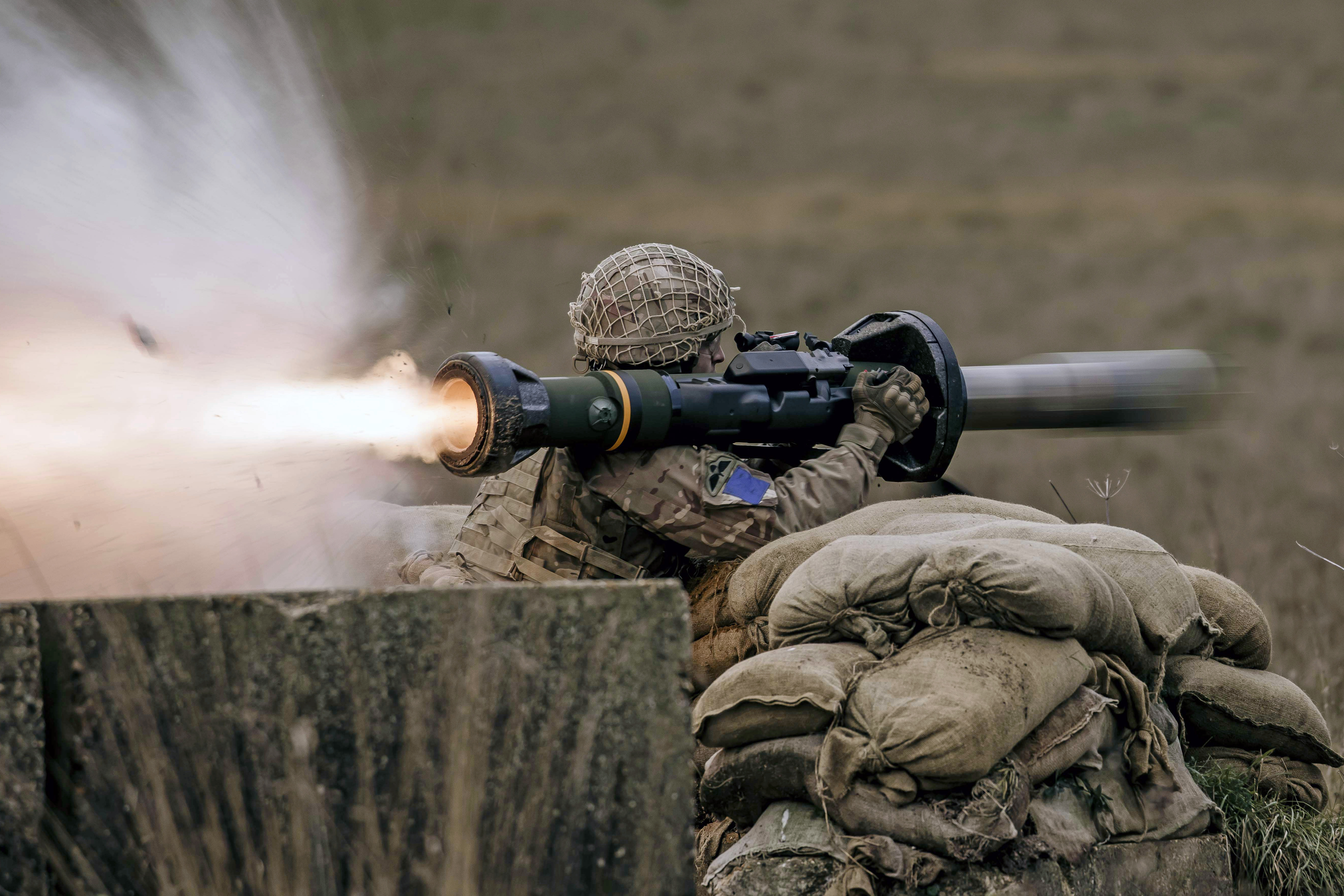
Avfyrning av en närpansarvärnsrobot typ Saab Bofors Dynamics NLAW.

Likt pansarskott finns det idag även pansarvärnsrobotsystem som är utformade som axelavfyrade engångsvapen. De brukar kallas närpansarvärnsrobot (efter paraplybegreppet närpansarvapen) och är lätta personburna pansarvärnsrobotsystem med kort räckvidd, bestående av en förladdad robottub som ska dumpas efter användning, precis som pansarskott.
Ett populärt exempel på närpansarvärnsrobot är Saab Bofors Dynamics NLAW (i svensk tjänst känd som robot 57).

## Historia

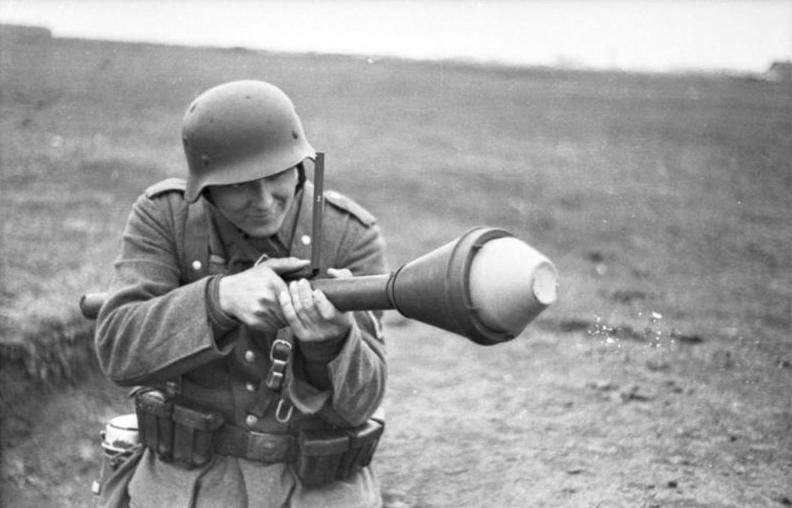
Tysk soldat med ett Panzerfaust-pansarskott under andra världskriget.

Pansarskott började utvecklas under 1930-talet i Nazityskland och kom att se stor användning under andra världskriget. Vapentypen fick namnet "panzerfaust" (pansarnäve) i dåtidens tyska krigsmakt och kom även att agera samlingsnamn för den kända serie pansarskott som producerades i landet under kriget (se Panzerfaust). 
Efter kriget fick principen av pansarskottet stor spridning runt om i världen. I Sverige kom man att genom Finland få tag i tyska "Panzerfaust"-pansarskott som sedan piratkopierades under beteckningen pansarskott m/45. Då det tyska pansarskottet var byggt för krigstid var det långt från idealt i efterkrigstiden, varför Sverige tog fram en väsentligt förbättrad version kallad pansarskott m/46. En av de större ändringarna var implementeringen av en tratt längst bak på eldröret som minskade bakblåset. Pskott m/46 var försedd med en pansarspränggranat vid samma modellnummer, "psgr m/46". Denna hade begränsad genomslagsförmåga för kalla krigets framtida stridsvagnar, varför Sverige tog fram en bättre pansarspränggranat för samma eldrör. Denna modell kallades "pskott m/46, psgr m/50" och hade avsevärt bättre genomslagsförmåga.

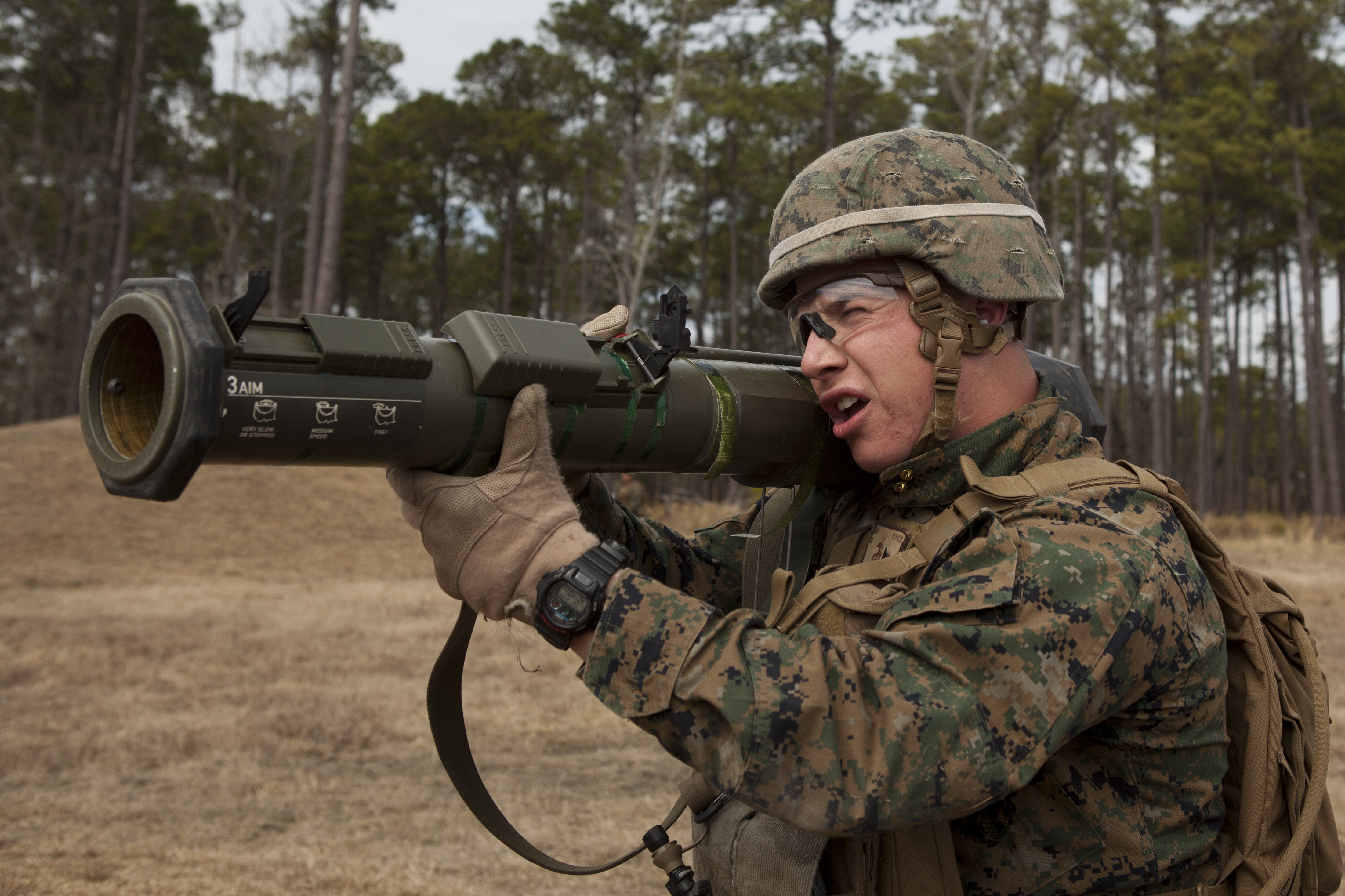
Amerikansk soldat beväpnad med ett AT4-pansarskott.

På 1960-talet utvecklade Bofors en ersättare för pansarskott m/46 i form av pansarskott m/68, även kallad Miniman. Denna kom att användas i större utsträckning fram till 1980-talet då den ersattes av Pansarskott m/86, även kallad AT4. AT4 utvecklades av Försvarets fabriksverk (FFV) i Eskilstuna och tillverkas av dem i Karlstad och Vingåker bland annat. Mycket av AT4:s utformning bygger på kunskaper och erfarenhet från granatgevär m/48 och vapnet har även exporterats till USA som bygger det under licens, samt till flera andra länder.

## Typexempel
- Panzerfaust
- M72 LAW(EN)
- Miniman
- AT4

## Svenska pansarskott
- Pansarskott m/45 (Panzerfaust 1)
- Pansarskott m/46 (Panzerfaust 1)
- Pansarskott m/68 (Miniman)
- Pansarskott m/86 (AT4)
- Pansarskott m/95 (AT12T)

### Svenska närpansarvärnsrobotar
- Robotsystem 57 (NLAW)
- Robotsystem 58 (Akeron MP)